# سنغواينارين
سنغواينارين هو أيون الأمونيوم متعدد الحلقات السامة. يتم استخراجه من بعض النباتات، بما في ذلك نبتة الدموية ، والاسم التصنيفي لها ( Sanguinaria canadensis )، الخشخاش الشائك المكسيكي (Argemone mexicana) ، ( Chelidonium majus ، و( Macleaya cordata).

## السمية
سنغواينارين هو سم الذي يقتل الخلايا الحيوانية من خلال عملها على بروتين الغشاء Na + / K + -ATPase. الاستسقاء الوبائي هو مرض ينتج عن تناول السنغواينارين.
إذا تم تطبيقه على الجلد، فقد يسبب السنغواينارين جربًا كبيرًا من اللحم الميت حيث انه يقتل الخلايا التي يتم تطبيقه عليها، والتي يطلق عليها اسم خشارة. لهذا السبب، يُطلق على السنغواينارين أن يكون محدث للخشارة.

## الطب البديل
استخدم الأمريكيون الأصليون مرة واحدة السنغواينارين مستخرجينه من نبتة الدموية كعلاج طبي، معتقدين أن له خصائص علاجية كوسيلة مساعدة للجهاز التنفسي وكمادة مقيئة، ولعلاج مجموعة متنوعة من الأمراض. في أمريكا المستعمرة، تم استخدام السنغواينارين من نبتةالدموية كعلاج للثؤلول. في وقت لاحق، في عام 1869 ، شمل ويليام كوك، المستوصف الفيزيائي الطبي، معلومات عن تحضير واستخدامات السنغواينارين . أعلن الدكتور جون هنري بينكارد عن المركب «كعلاج للالتهاب الرئوي والسعال والرئتين الضعيفين والربو والكلى والكبد والمثانة، أو أي متاعب في المعدة، فهي فعالة باعتبارها منشطًا كبيرًا للدم والأعصاب». في عام 1931 ، تم الاستيلاء على عدة عينات من المركب من قبل المسؤولين الفدراليين الذين قرروا أن ادعاءات بينكارد مزورة. أقر بينكارد بأنه مذنب في المحكمة وقبل غرامة قدرها 25.00 دولار.
في الآونة الأخيرة، قامت العديد من شركات الطب البديلبترويج استخدام السنغواينارين المسنخلص من نبتةالدموية
```
كعلاج للسرطان. ومع ذلك، فإن إدارة الغذاء والدواء الأمريكية تحذر من المنتجات المستخرجة لمسنخلص من 
نبتةالدموية
، أو غيرها من النباتات المستندة إلى العصارة، فليس لها آثار نافعه ضد السرطان، ويجب تجنبها على هذه الأسس.
[
8
]
```